# La Fayette Grover
Pour les articles homonymes, voir Grover.
La Fayette Grover (29 novembre 1823 – 10 mai 1911) est un homme politique américain, premier représentant au Congrès des États-Unis pour l'Oregon puis gouverneur de l'Oregon de 1871 à 1877 et sénateur de 1877 à 1883.

## Biographie
La Fayette Grover est né le 29 novembre 1823 à Bethel dans le Maine. Il étudie à la Gould Academy (en) puis au Bowdoin College avant d'étudier le droit à Philadelphie.
En 1851, il part pour le territoire de l'Oregon et commence la pratique du droit à Salem. Il est ensuite élu à la Chambre des représentants du territoire de l'Oregon en 1853 et 1855. Lorsque l'Oregon devient un État des États-Unis en 1859, Grover est élu à la Chambre des représentants des États-Unis sous les couleurs du Parti démocrate. Il devient ensuite gouverneur de l'Oregon en 1871 et occupe ce poste jusqu'à sa démission en 1877, ayant été élu au Sénat des États-Unis.
Il meurt le 10 mai 1911 à Portland.